# Teroristický útok v Bir al-Abed v listopadu 2017
K teroristickému útoku v Bir al-Abed v listopadu 2017 došlo 24. listopadu ve městě Bir al-Abed na severu Sinaje v súfistické mešitě al-Rawda. Spáchala jej skupina okolo 40 ozbrojených útočníků během páteční modlitby. Při útoku bombami a palnými zbraněmi bylo zraněno více než 122 lidí a více než 311 jich zemřelo, včetně 27 dětí.

## Incident

### Útok
Dle místních médií umístili útočníci do čtyř vozidel dvě bomby. Použili také hořící vraky aut, aby zatarasili únikové cesty. Po detonaci bomb začali útočníci střílet do davu v mešitě al-Rawda. Stříleli však také na sanitky, které odvážely zraněné do nemocnic. Místní obyvatelé na to ale reagovali a několik zraněných přivezli do nemocnic pomocí vlastních aut či kamionů a někteří dokonce vzali své zbraně a bránili se.

### Odpovědnost
K útoku se zatím nepřihlásila žádná skupina, ačkoli bylo tiskovou agenturou Associated Press ohlášeno, že MENA prohlásila, že za útokem stojí odnož tamního Islámského státu. 25. listopadu bylo při rozhovorech s přeživšími řečeno, že útočníci měli na oblečení přišitou vlajku Islámského státu.

## Oběti
Okolo 19:30 VEČ 24. listopadu 2017 oznámila státní agentura MENA, že bylo zabito okolo 235 lidí a dalších 109 bylo zraněno, včetně okolo 25 dětí. Státní televize prohlásila, že zraněných je přes 130. Mnoho obětí pracovalo v nedalekých solných dolech a účastnili se tak páteční modlitby. Druhý den se počet obětí zvýšil na 270 a několik hodin na to prohlásila BBC, že na 300.

## Reakce

### Domácí
Egyptské úřady na to vyhlásily tvrdý protiútok, při kterém bylo použito i letectvo, které zničilo několik vozidel útočníků či zaútočilo na horské oblasti poblíž města. V nedaleké poušti bylo dronem egyptské armády zabito 15 útočníků, kteří se účastnili útoku.

### Mezinárodní
Řada vlád a světových leadrů se vyjádřila k útoku. Patrí mezi ně OSN, Spojené království, Rusko, Indie, Jordánsko, Francie, Palestina, Hamás, Turecko, Kanada, Vatikán, Katar, Liga arabských států, NATO, Nigérie, Itálie, Kuvajt, Pákistán, Izrael,    Spojené arabské emiráty, Saúdská Arábie, Irák, USA, Evropská unie. Litva, Arménie, Čína, Řecko.